# Last Concert in Japan
Albums de Deep Purple
Come Taste the Band
(1975) Powerhouse
(1977)
Last Concert in Japan est un album en concert du groupe anglais de hard rock anglais, Deep Purple. Il est sorti en mars 1977 sur le label Purple Records et a été produit par le groupe et Martin Birch. Il est dans un premier temps réservé aux marchés européens et japonais et ne sera disponible qu'en 2012 sur le marché américain.

## Historique
Il contient une partie du dernier concert japonais de la formation Mk.4 avec le guitariste américain Tommy Bolin.
Ce concert a été donné au Budokan Hall de Tokyo le 15 décembre 1975, pendant la tournée promotionnelle de l'album Come Taste the Band.
On notera la présence de Woman From Tokyo dans la liste des titres de l'album. Il s'agit en fait d'une courte jam à partir du riff de ce morceau pendant le solo de Jon Lord.
Wild Dogs est une chanson de l'album solo de Tommy Bolin, Teaser que Tommy chante lui-même.
Cet album n'entra pas dans les charts européens, mais sera certifié disque d'or au Japon.
Le concert a été remixé et réédité dans son intégralité et est disponible depuis 2001 sur l'album This Time Around: Live in Tokyo. Cette version du concert est nettement meilleure que l'originale dans laquelle on n'attend guère la guitare de Tommy Bolin.

## Liste des titres
Face A
| No | Titre              | Auteur                                                  | Durée |
| -- | ------------------ | ------------------------------------------------------- | ----- |
| 1. | Burn               | Ritchie Blackmore, David Coverdale, Jon Lord, Ian Paice | 7:05  |
| 2. | Love Child         | Tommy Bolin, Coverdale                                  | 4:46  |
| 3. | You Keep On Moving | Coverdale, Glenn Hughes                                 | 6:16  |
| 4. | Wild Dogs          | Bolin, John Tesar                                       | 6:06  |

Face B
| No | Titre              | Auteur                                           | Durée |
| -- | ------------------ | ------------------------------------------------ | ----- |
| 5. | Lady Luck          | Coverdale, Jeff Cook                             | 3:11  |
| 6. | Smoke on the Water | Blackmore, Ian Gillan, Roger Glover, Lord, Paice | 6:24  |
| 7. | Soldier of Fortune | Blackmore, Coverdale                             | 2:22  |
| 8. | Woman from Tokyo   | Blackmore, Gillan, Glover, Lord, Paice           | 4:01  |
| 9. | Highway Star       | Blackmore, Gillan, Glover, Lord, Paice           | 6:50  |

## Musiciens
- David Coverdale - chant
- Tommy Bolin - guitare, chant sur Wild Dogs
- Glenn Hughes - basse, chant
- Jon Lord - claviers, Orgue Hammond, chœurs
- Ian Paice - batterie